# 葉門步
葉門步(YEMENITE STEP)源自於一種以色列民間舞蹈。在葉門，猶太人被禁止公開跳舞，於是舞蹈形式演變成較靜態的姿勢，以方便在一個密閉的空間跳舞，這類型的舞蹈被稱為Yemenite。葉門步在以色列民間舞蹈非常常見。它包含三個步伐加上短暫的停拍。葉門步依照第一步的方向，可有多種變化，可向前、向後、向左、向右。

## 舞步
基本的葉門步的腳步順序，以右葉門為例，如下：
- 起右足向右踏一步，
- 左足併至右足旁踏一步，
- 右足跨越左足微往左踏一步，
- 停拍。

舞者常常會將此步舞序講成"葉-門-步"，或"快、快、慢"。
左葉門動作也是一樣，只是將以上步伐的左右腳互換。舞序依左右葉門的不同可簡提成"左-葉-門"或"右-葉-門"。若第一步不是向右或向左，而是向前或向後，則稱之"前-葉-門"或"後-葉-門"，左右腳不一定，依當時狀況而定。